# Guerra filippino-americana
La guerra filippino-americana, nota anche come insurrezione filippina o guerra d'indipendenza filippina, venne combattuta tra il giugno del 1899 e il luglio del 1902 nel territorio delle attuali Filippine.
Il conflitto nacque dal desiderio irrealizzato della Prima Repubblica filippina (con la constitución de Malolos del gennaio 1899) e del suo presidente "Generalissimo" Emilio Aguinaldo di vedere riconosciuta l'indipendenza dagli Stati Uniti d'America, che si erano sostituiti alla precedente dominazione coloniale della Spagna al termine della guerra ispano-americana occupando militarmente le isole Filippine a seguito del Trattato di Parigi del 1898; in questo senso, la guerra fu una continuazione della lotta filippina per raggiungere l'indipendenza, iniziata già nel 1896 con la "Rivoluzione filippina" contro gli spagnoli.

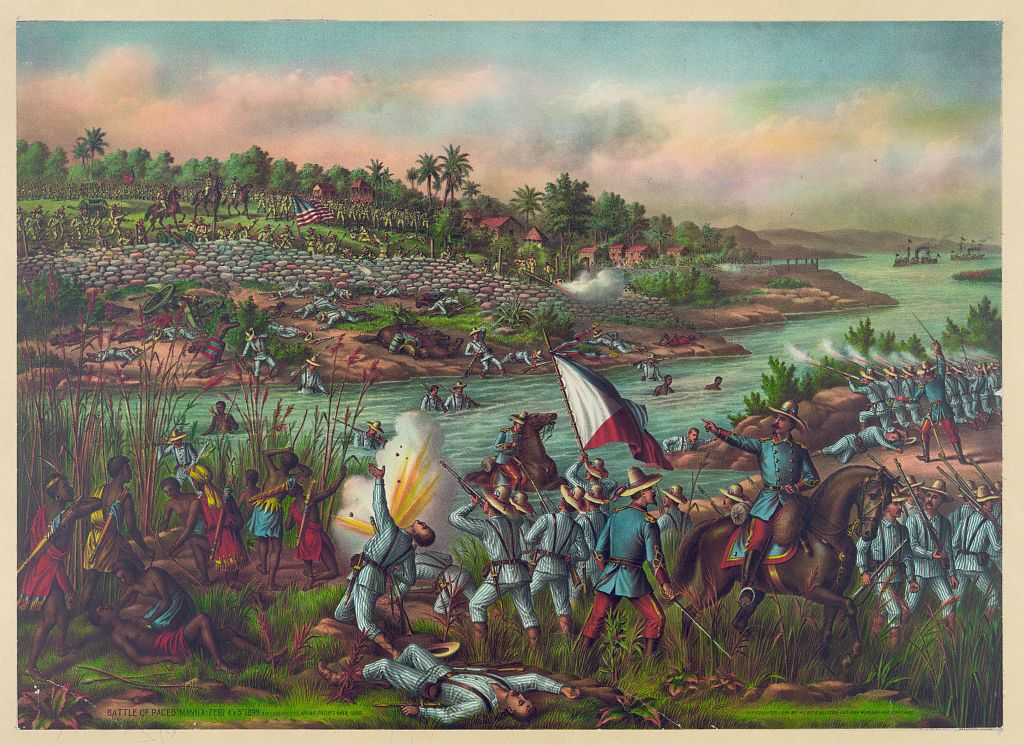
Un dipinto raffigurante la guerra filippino-americana

I primi scontri tra truppe statunitensi e indipendentisti filippini ebbero inizio il 4 febbraio 1899 nei dintorni di Manila, estendendosi ben presto al resto del Paese; il 2 giugno 1899 la Repubblica filippina dichiarò ufficialmente guerra agli Stati Uniti. Il conflitto viene fatto convenzionalmente terminare il 4 luglio 1902, quando il Congresso degli Stati Uniti d'America approvò la costituzione di un'amministrazione civile per le Filippine ("Governo insulare delle isole Filippine") al posto del precedente governo di occupazione militare; in ogni caso, vari gruppi di veterani della società segreta filippina anti-coloniale Katipunan, fondata da Andrés Bonifacio, portarono avanti la lotta contro le truppe statunitensi, proclamando una "Repubblica di Tagalog" nel 1902 e resistendo fino alla loro sconfitta nel luglio del 1906. Altri gruppi, come i Moro e i Pulahan, continuarono a combattere almeno fino alla loro sconfitta nella battaglia di Bud Bagsak del 15 giugno 1913.
La guerra e l'occupazione militare delle Filippine trovò opposizioni anche negli stessi Stati Uniti, ispirando la formazione della lega anti-imperialista il 15 giugno 1898. La guerra e l'occupazione provocarono vaste distruzioni e cambiarono l'entroterra culturale dell'arcipelago, con un numero di vittime stimato tra 34 000 e 1 000 000 tra i civili, la secolarizzazione delle istituzioni della Chiesa cattolica nelle Filippine e l'introduzione della lingua inglese come linguaggio primario nell'istruzione, nel governo e nei commerci.
Con il "Philippine Organic Act" del 1902 ai filippini fu dato un autogoverno molto limitato, incluso il diritto di voto per una propria assemblea legislativa, ma non fu prima del "Philippine Autonomy Act" del 1916 che il governo statunitense promise ufficialmente la concessione dell'indipendenza all'arcipelago, che la ottenne nel 1946.

## Antefatti
Il governo degli Stati Uniti, impegnato nel 1898 nella guerra ispano-americana, aveva assicurato ai ribelli filippini che il loro unico interesse risiedeva nella sconfitta della Spagna e, per inciso, nell'aiutare i filippini a ottenere l'indipendenza. Il 14 agosto una truppa composta da 11 000 soldati statunitensi fu inviata per occupare le isole.
Ma, nel dicembre 1898, gli Stati Uniti acquisirono le Filippine e altri territori della Spagna per la somma di 20 milioni di dollari USA attraverso il Trattato di Parigi, seguito alla sconfitta spagnola a Cuba.
Tuttavia, i filippini, che avevano già dichiarato l'indipendenza il 12 giugno di quell'anno, si opposero ai termini del trattato e il 1º gennaio 1899 Emilio Aguinaldo fu dichiarato primo presidente.

## Guerra

### Scoppio del conflitto
La sera del 4 febbraio 1899, in una via di Santa Mesa, il soldato William W. Grayson del 1º reggimento volontari di fanteria del Nebraska fece fuoco sulle truppe filippine, uccidendo un tenente e un soldato filippini. Il giorno successivo il generale filippino Isidoro Torres si recò presso le truppe statunitensi, lasciando un messaggio di Aguinaldo per il generale Otis. Aguinaldo scrisse a Otis che le ostilità erano partite per un'incomprensione e che egli voleva che cessassero e che fosse stabilita una zona neutrale tra i due eserciti. Otis rifiutò le proposte di Aguinaldo, asserendo che le ostilità erano iniziate. Il 5 febbraio il generale Arthur MacArthur ordinò alle sue truppe di avanzare contro i filippini, dando così avvio al conflitto. Il primo caduto filippino fu il caporale Anastacio Felix, della quarta compagnia del battaglione Morong, che era sotto il comando di Serapio Narváez.

### Strategia statunitense
L'annessione delle Filippine fu propagandata dal governo statunitense come "atto altruistico" e di "liberazione" contro la Spagna colonialista. L'11 febbraio 1899 la città di Iloilo venne bombardata dalla nave USS Petrel e dalla Baltimore. La città venne conquistata dalle forze terrestri statunitensi, comandate dal generale Marcus Miller, che non subirono alcuna perdita.
Alcuni mesi dopo, quando ormai la capitale Manila era sotto controllo, le truppe statunitensi iniziarono a spostarsi verso nord, dove ingaggiarono feroci battaglie contro gli insorti. Per fiaccare la resistenza nemica, gli statunitensi iniziarono a internare la popolazione filippina. Molti civili trovarono la morte per le difficili condizioni sanitarie dei campi di internamento.
Il generale Otis era un uomo ambizioso, tanto che fece di tutto affinché scoppiasse l'insurrezione nelle Filippine, nonostante gli ordini da Washington predicassero cautela.
Otis si adoperò per filtrare notizie su ciò che avveniva nell'arcipelago e demonizzò gli insorti filippini.
Verso la fine del 1899 Aguinaldo tentò di dare un'altra versione dei fatti, proponendo che giornalisti stranieri e la Croce Rossa venissero nelle Filippine a rendersi conto di ciò che succedeva. Nonostante il rifiuto di Otis, quattro giornalisti (due inglesi, un canadese e un giapponese) arrivarono nelle Filippine e riferirono che i prigionieri americani erano trattati come ospiti. I quattro corrispondenti, non appena uscì il loro resoconto, furono espulsi dall'arcipelago. L'ufficiale della marina statunitense J.C. Gilmore, che fu per un certo periodo prigioniero presso i filippini e il cui rilascio fu conseguito grazie agli sforzi della cavalleria americana che combatteva Aguinaldo, testimoniò che aveva avuto un trattamento di riguardo.
Quando F.A. Blake della Croce Rossa Internazionale arrivò nelle Filippine, Otis tentò di fermarlo a Manila. I collaboratori di Otis parlarono a Blake di tutte le violazioni commesse dagli insorti. Blake riuscì a svignarsela dalla capitale e tentò l'avventura sul campo. Vide con i propri occhi la distruzione di villaggi e la mutilazione di molti filippini. Tornato a San Francisco raccontò a un giornalista ciò che aveva visto.

### Strategia filippina
Alla fine della dominazione spagnola le Filippine erano economicamente e socialmente arretrate e si reggevano sul sistema delle caste, al cui vertice si trovavano gli Ilustrados di origine ispano-filippina. Allo scoppio della Rivoluzione l'obiettivo degli Ilustrados era di fare delle Filippine una sorta di Repubblica oligarchica guidata da loro. Nonostante le enormi divergenze all'interno della società filippina dell'epoca, tutti gli strati della popolazione si opponevano all'annessione agli Stati Uniti.
Il comando filippino, diretto da Aguinaldo, disponeva di circa centomila effettivi, dotati soprattutto di armi primitive, come lance e pugnali. Inizialmente il comando filippino puntava a ingaggiare battaglia in campo aperto, quindi a non usare la tattica della guerriglia. Infatti la speranza dei comandanti rivoluzionari era che William Jennings Bryan, più conciliante nella questione filippina, vincesse le elezioni presidenziali del 1899 contro il presidente McKinley. La rielezione di McKinley fu uno scossone per gli insorti, ormai convinti che gli statunitensi non sarebbero partiti presto. Dopo una serie di pesanti sconfitte subite in campo aperto dai filippini, il 13 novembre 1899 Aguinaldo autorizzò i suoi generali a passare alla guerriglia.

### Guerriglia
Dopo la decisione di Aguinaldo l'occupazione statunitense dell'arcipelago divenne più difficoltosa. L'esercito filippino iniziò ad ottenere alcune vittorie: a Paye, a Catubig, a Makahambus, a Pulang Lupa, a Balangiga e a Mabitac. In soli quattro mesi l'esercito statunitense contò cinquecento caduti. A questo punto sembrava che i filippini potessero aver ragione, tanto che il presidente McKinley stava meditando il ritiro dall'arcipelago.

### Legge marziale
Successore di Elwell Otis alla carica di governatore delle Filippine fu il generale Arthur MacArthur Junior, il quale entrò in carica il 5 maggio 1900. MacArthur fu ancora più duro di Otis, tanto che il 20 dicembre 1900 mise le Filippine sotto legge marziale. Inoltre agì contro la guerriglia, dichiarando che chi fosse stato catturato durante un'azione di guerriglia e fosse senza uniforme, non sarebbe stato considerato "prigioniero di guerra", bensì "traditore".

### Caduta della Repubblica filippina e fine della guerra
L'esercito filippino perse ripetutamente le battaglie in campo aperto contro il ben più attrezzato esercito statunitense. Aguinaldo dovette più volte cambiare il suo Quartier Generale. Aguinaldo fu catturato dalle truppe del generale Frederick Funston il 23 marzo 1901 e pochi giorni dopo, il 1º aprile, dovette accettare ufficialmente l'autorità degli Stati Uniti. Il 19 aprile Aguinaldo proclamò ufficialmente la resa.
La cattura di Aguinaldo non fiaccò del tutto i rivoluzionari filippini, come speravano gli statunitensi, poiché il comando passò al generale Malvar. Malvar non prese mai l'iniziativa contro gli avversari, ma restò sempre sulla difensiva. Tuttavia la situazione era già compromessa; così Malvar dovette arrendersi il 16 aprile 1902. Con la resa di Malvar, le poche truppe rivoluzionarie erano ormai demoralizzate.
Al termine del conflitto erano caduti 20 000 militari e 34 000 civili filippini e 4 234 militari statunitensi.

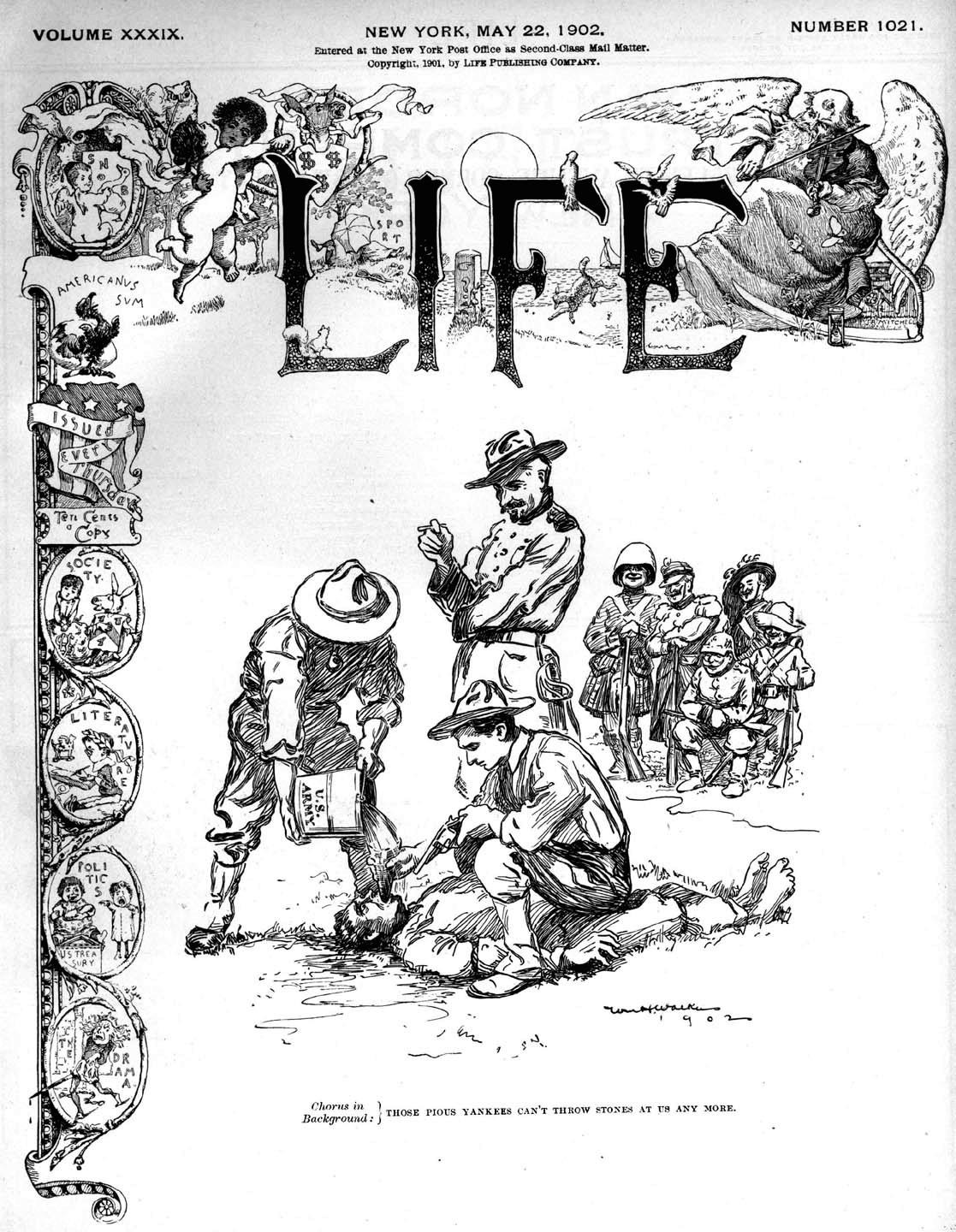
1902: Copertina di Life magazine che illustra la tortura dell'acqua esercitata dall'esercito statunitense nelle Filippine

### Conseguenze
Dopo la sconfitta le Filippine divennero di fatto una colonia degli Stati Uniti, che imposero la propria cultura e lingua nelle isole.
Il Philippine Organic Act, approvato il primo luglio 1902, decretava la formazione della Commissione filippina. La legge prevedeva che venisse formata una camera bassa elettiva, l'Assemblea filippina, e una camera alta, consistente nella Commissione filippina. Inoltre la legge prevedeva che lo United States Bill of Rights fosse esteso ai cittadini filippini.
 Il 2 luglio il segretario della guerra telegrafò che l'insurrezione era terminata e che si era insediato il governo civile. Il 4 luglio Theodore Roosevelt, che aveva assunto la presidenza dopo l'assassinio di McKinley, proclamò un'amnistia.
Solo con il Philippine Autonomy Act del 1916 il governo statunitense promise ufficialmente la concessione dell'indipendenza all'arcipelago. Nel 1935 fu istituito il Commonwealth delle Filippine, un'amministrazione provvisoria in preparazione della piena indipendenza.
Dopo il periodo dell'occupazione giapponese nella seconda guerra mondiale (gennaio 1942-ottobre 1944), l'arcipelago ottenne dagli USA l'indipendenza nel luglio 1946.
Il 9 aprile 2002 la presidente delle Filippine Gloria Macapagal Arroyo proclamò che la guerra tra Stati Uniti d'America e Filippine era terminata il 16 aprile 1902 con la resa del generale Miguel Malvar. 
Ella dichiarò il centesimo anniversario di quella data come celebrazione nazionale lavorativa e come speciale giornata non lavorativa nella provincia di Batangas e nelle città di Batangas, Lipa e Tanaun.

### Incidenti

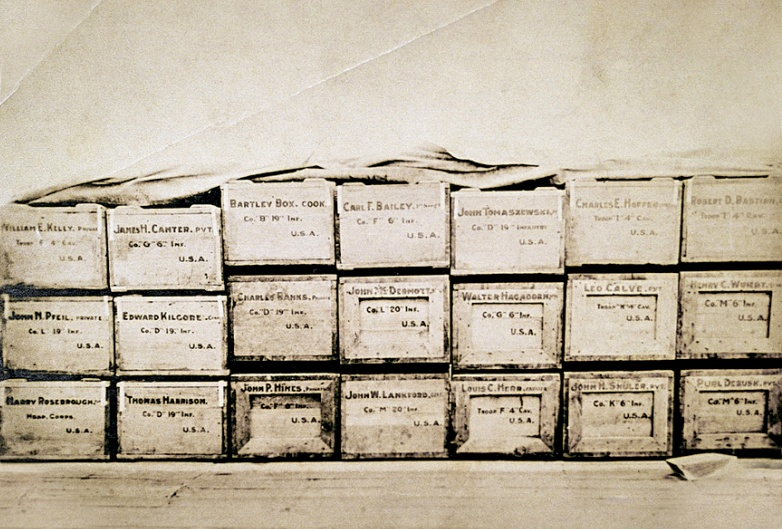
Una pila di bare contenenti soldati americani deceduti

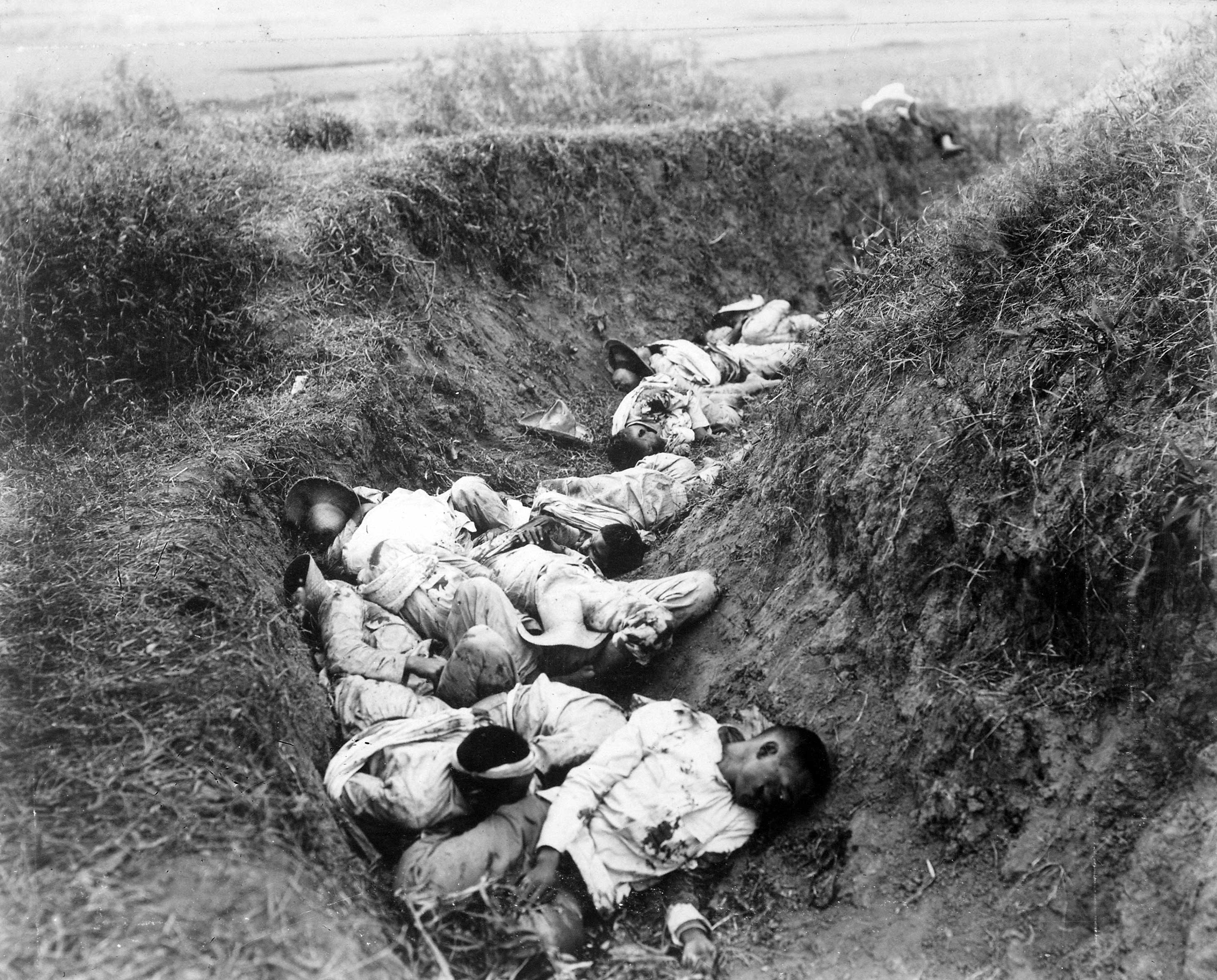
Vittime filippine il primo giorno di guerra

Il numero totale di filippini deceduti resta oggetto di dibattiti. Fonti recenti riferiscono una cifra di 200 000 civili filippini deceduti, con gran parte delle cause attribuibili a carestia e malattie. Alcune stime giungono a citare un milione di morti. Nel 1908 Manuel Arellano Remondo, in General Geography of the Philippine Islands, scrisse: 
(Boot, 2014, p. 125)
Rummel ritiene che almeno da 16 000 a 20 000 soldati filippini e 34 000 civili furono uccisi, più 200 000 civili deceduti, in gran parte a causa del colera epidemico. Rudolph Rummel sostiene che 128 000 filippini furono uccisi dagli Stati Uniti in un "democidio". 
IL Dipartimento di Stato degli Stati Uniti d'America sostiene che "... a causa della guerra morirono più di 4200 combattenti statunitensi e oltre 20 000 combattenti filippini" e che "... 200 000 civili filippini morirono a causa di violenze, carestia e malattie". Bob Couttie osserva nel 2016 che la stima dei deceduti civili va da 200 000 a 3 000 000, analizzato il numero di fonti storiche che sostengono le diverse stime e i problemi in dettaglio con le cifre che riportano.

### Atrocità

#### Atrocità americane
Durante la guerra, soldati americani e altri testimoni inviarono lettere a casa che descrivevano numerose atrocità commesse dalle forze americane. Ad esempio, nel novembre 1901, il corrispondente da Manila del Philadelphia Ledger scriveva:
()
Giunsero rapporti da soldati di ritorno dalle Filippine che, entrando in un villaggio, i soldati americani avrebbero svaligiato ogni abitazione e chiesa e derubato gli abitanti di qualsiasi cosa di valore, mentre quelli che si avvicinavano alla linea di battaglia con una bandiera bianca in segno di tregua, venivano accolti a fucilate.
Alcuni autori furono critici nei confronti dei capi come il generale Otis e, in genere, su tutta la condotta della guerra. Quando alcune di queste lettere furono pubblicate sui giornali, divennero notizie nazionali, che costrinsero il Dipartimento della Guerra a indagare. Due di queste lettere:
- Un soldato di New York:

(Miller, 1982, p. 88)
- Caporale Sam Gillis:

(Miller, 1982, p. 89)
Le indagini del generale Otis sul contenuto di queste lettere consistette nell'inviarne una copia ai superiori degli autori e nel costringere gli autori a scrivere una ritrattazione. Se un soldato si rifiutava di farlo, come fece il soldato Charles Brenner, del reggimento del Kansas, l'accusa fu di "...aver scritto e contribuito alla pubblicazione di un articolo ... contenente volontarie falsità riguardo a sé stesso e false accuse contro il capitano Bishop." Non tutte le lettere come questa, che parlavano di atrocità, intendevano criticare il generale Otis o il comportamento degli americani in genere. Molte descrivevano le azioni americane come conseguenze di provocazioni filippine e quindi totalmente giustificate.
A seguito della cattura di Aguinaldo da parte degli americani il 23 marzo 1901, Miguel Malvar assunse il comando delle forze rivoluzionarie filippine. Le provincie di Batangas e di Laguna furono il centro delle forze di Malvar a questo punto della guerra ed essi continuarono a utilizzare tattiche di guerriglia. Vicente Lukbán rimase attivo come comandante guerrigliero a Samar.
In risposta al massacro di Balangiga, che annientò la guarnigione americana dell'isola di Samar, il brigadiere generale Jacob H. Smith lanciò una "marcia attraverso Samar" a titolo di rappresaglia, con le seguenti istruzioni:
(Gen. Jacob H. Smith)
Alla fine del 1901 il brigadiere generale J. Franklin Bell assunse il comando delle operazioni americane nelle provincie di Batangas e Laguna. In risposta alla tattica guerrigliera di Malvar, Bell impiegò una tattica di controguerriglia (descritta da qualcuno come campagna della terra bruciata) che costò un numero elevato di perdite ai combattenti della guerriglia come ai civili. Furono stabilite zone di protezione e ai civili furono dati documenti di riconoscimento e furono costretti in campi di concentramento (chiamati reconcentrados) che erano circondati da zone di "fuoco libero".
Al Comitato del Senato degli Stati Uniti sulle Filippine, allo scopo di contrastare l'opinione negativa recepita negli Stati Uniti sui campi del generale Bell, il colonnello Arthur Wagner, ufficiale dell'Esercito americano addetto alle pubbliche relazioni, insistette che i campi avevano la funzione di "proteggere amichevolmente gli abitanti contro i ribelli e assicurare loro un adeguato rifornimento di cibo", insegnando loro nel contempo "gli opportuni standard sanitari". Le affermazioni di Wagner furono smentite dalla lettera del comandante di uno dei campi di concentramento che li descriveva come "la periferia di un inferno". Tra gennaio e aprile 1902, 8 350 prigionieri su circa 298 000 morirono e alcuni campi ebbero un tasso di mortalità fino al 20%.
I civili vennero assoggettati al coprifuoco, in base al quale ogni persona trovata fuori dei campi senza identificativo poteva essere uccisa a vista.
Uomini venivano convocati per interrogarli, torturarli e giustiziarli sommariamente.
Durante gli interrogatori venivano spesso utilizzati metodi di tortura come la tortura dell'acqua, e interi villaggi venivano incendiati o altrimenti distrutti.

#### Atrocità filippine
Il generale dell'Esercito americano Otis sostenne che i ribelli filippini torturavano i prigionieri americani "in modo diabolico". Secondo Otis, molti di loro furono bruciati vivi o sepolti fino al collo in formicai. Egli sostenne che altri erano stati castrati e i loro testicoli posti nelle loro bocche e venivano poi uccisi per soffocamento o dissanguamento. 
Era stato riportato anche che preti spagnoli venivano orribilmente mutilati di fronte ai loro fedeli e i nativi che si rifiutavano di sostenere Emilio Aguinaldo erano stati "macellati" a migliaia.
Titoli dei giornali americani annunciavano "Omicidi e rapine" da parte dei "diabolici filippini". Il generale Joseph "Fighting Joe" Wheeler insistette che erano i filippini che mutilavano a morte i loro connazionali, uccidevano donne e bambini e bruciavano villaggi, al solo scopo di gettare il discredito sui soldati americani.
Nel gennaio 1899 il New York World pubblicò la storia di un anonimo autore che riguardava un soldato americano, William Lapeer, del quale si diceva fosse stato deliberatamente contagiato di lebbra. La storia non trova alcuna base nei fatti e lo stesso nome Lapeer è probabilmente un gioco di parole, in quanto, in inglese, "leper" significa lebbroso. Articoli in altri giornali descrivevano deliberati attacchi da parte di tiratori filippini su chirurghi, cappellani, ambulanze, ospedali e soldati feriti americani. Un incidente fu descritto sul San Francisco Call, che si sarebbe verificato a Escalante, dove parecchi marinai della nave posacavi Recorder sarebbero stati uccisi a fucilate e poi tagliati a pezzi dai ribelli filippini, i quali stavano esponendo una bandiera bianca.
Altri eventi furono citati come atrocità, comprese quelle attribuite dagli americani al generale Vicente Lukban, il comandante filippino che si diceva avesse progettato il massacro di Blangiga, nella provincia di Samar, un attacco filippino a sorpresa che uccise quasi cinquanta soldati americani. I resoconti della stampa raccontarono che molti dei loro corpi furono mutilati. L'attacco stesso innescò la rappresaglia americana a Samar, ordinata dal generale Jacob Hurd Smith, che avrebbe ordinato ai suoi uomini di uccidere chiunque avesse più di dieci anni. In ogni caso, il suo ordine non venne eseguito nella marcia attraverso Samar. A causa di quest'ordine Smith fu portato dinanzi alla Corte marziale e dichiarato colpevole nel 1902, il che pose termine alla sua carriera nell'esercito americano.
Ci furono testimoni, di fronte alla Commissione sulle Filippine del Senato degli Stati Uniti, che rivelarono che molti abitanti furono sottoposti alla tortura dell'acqua "... allo scopo di ottenere informazioni sull'assassinio del soldato O'Herne della 1ª Compagnia, che era stato non solo ucciso ed arrostito, ma anche torturato ulteriormente prima che sopraggiungesse la sua morte."
Da parte filippina le informazioni sulle atrocità provengono da testimonianze oculari e dagli stessi partecipanti. Nella sua Storia del popolo filippino  Teodoro Agoncillo scrive che le truppe filippine potevano eguagliare se non superare le brutalità americane inferte su alcuni prigionieri di guerra. Calci, schiaffi e sputi in faccia erano normali. In alcuni casi orecchie e naso venivano tagliati e sulle ferite applicato del sale. In altri casi i prigionieri furono bruciati vivi. Queste atrocità si verificarono nonostante gli ordini di Aguinaldo e le circolari che riguardavano il buon trattamento dei prigionieri.
Worcester narra due particolari atrocità filippine come segue:
(Worcester, 1914, p. 384)